# Naitō Kiyotsugu
Naitō Kiyotsugu est un nom japonais traditionnel ; le nom de famille (ou le nom d'école), Naitō, précède donc le prénom (ou le nom d'artiste).
Naitō Kiyotsugu (内藤 清次, Naitō Kiyotsugu, 1577-1617) est un commandant militaire et un daimyo de la période Azuchi-Momoyama au début de la période Edo. Il était un vassal du clan Tokugawa. Il était la deuxième (ou la troisième) génération du clan Naitō du domaine de Takatō.

## Biographie
Né en 1577, il est le fils aîné de Naitō Kiyonari, un vassal du clan Tokugawa.
En 1604, il accompagne Tokugawa Iemitsu lors de sa première visite au sanctuaire de Sanno, et l'année suivante, il accompagne Tokugawa Hidetada dans la capitale. En 1607, il reçoit l'ordre de servir Iemitsu comme chef du shoin-ban, la garde du shōgun. En 1616, il est nommé au poste de Rōjū. Comme son père, Kiyonari, il était très respecté en politique et a soutenu le shogunat d'Edo à ses débuts.
Il reçoit 5 000 koku dans la province de Tokoriku, et en 1600, il est promu au rang de gouverneur de Wakasa. En 1608, à la mort de son père, il hérite de 21.000 koku, ce qui lui donne un total de 26.000 koku.
Il est mort en 1617 à l'âge de 41 ans. Comme il n'a pas d'héritier mâle, son second frère Kiyomasa lui succède.